# بش‌آغاج (شهرستان نوکند)
بش‌آغاج (به لاتین: Besh-Jygach) یک منطقهٔ مسکونی در قرقیزستان است که در شهرستان نوکند واقع شده‌است. بش‌آغاج ۳۹۱ نفر جمعیت دارد و ۶۴۵ متر بالاتر از سطح دریا واقع شده‌است.